# Diff's Lucky Day
Diff's Lucky Day es un álbum de Blyss, la banda que luego sería conocida como Lifehouse. Fue grabado en 1996 pero publicado en 1999.

## Canciones
1. «Cling and Clatter»
2. «Unknown»
3. «Fool»
4. «Crown of Scars»
5. «Mudpie»
6. «Trying»
7. «Storm»
8. «Breathing»
9. «Somewhere in Between»
10. «Fairy Tails and Castles»
11. «What's Wrong with That»
12. «Revolution Cry»